# المدرسة الصولتية
المدرسة الصولتية في مكة المكرمة هي واحدة من أقدم مدارس التعليم النظامي بالمملكة العربية السعودية.

## نشأة المدرسة
في البداية، أسس هذه المدرسة الشيخ رحمة الله الكيرواني الذي قدم إلى مكة عام 1274 هـ/1857م على نفقته الخاصة وذلك في شهر رجب لعام 1285 هـ/1868م بعد أن أذن له بالتدريس في الحرم المكي، إلا أن وجود مدرسة في محيط المسجد الحرام لا يؤدي الغرض المنشود من حيث تنظيم الدراسة كما كان يتطلع، وذلك على غرار المدارس الإسلامية المنتشرة في ذلك الوقت، وقام أحد أمراء الهنود المهاجرين والمقيمين في مكة وتبرع ببعض الأماكن من داره وانتقلت مدرسة الشيخ إلى هذه الدار مشكِّلة نواة مدرسة مستقلة على نهج جديد، والتحق عدد كبير من الطلبة حتى ضاقت أماكن الدار بالطلاب فعاد الشيخ ونقل نصف طلابه إلى المسجد الحرام، وقد ترامت أخبار هذه المدرسة الجديدة وعلمت بالأمر امرأة ثرية من الهند تُدعى «صولت النساء» كانت قد قدمت في موسم حج عام 1289 هـ/1873م، وأرادت إقامة رباط فاستشارته في ذلك فعرض عليها بأن مكة مليئة بالأربطة ولكن ليس بها مدرسة منهجية يتعلم فيها أبناء المسلمين، فحبذت الفكرة، وتبرعت بقسط وافر من مالها الخاص، وشيد بناء المدرسة في حي الخندريسة بحارة الباب جوار المسجد الحرام في عام 1290 هـ/1873م، وانتقل الطلاب إلى بناية المدرسة الجديدة التي سماها «صولتية» تخليداً لذكرى هذه المرأة واعترافاً لجميلها.
في بادئ الأمر، كان منهج المدرسة منصبا على اللغة العربية والعلوم الإسلامية الشرعية، ثم أضيف إليه مواد أخرى كالرياضيات والعلوم الاجتماعية، وكانت من أوائل المدارس في مكة التي أدخلت موادا غير دينية في منهجها.

## أهداف المدرسة وتأثيرها
كان الهدف الرئيسي للمدرسة عند تأسيسها نشر العلوم الدينية خاصة بين المهاجرين والهنود الذين استقر بهم المقام في الديار المقدسة. لذلك كان الجيل الأول من خريجي هذه المدرسة قراء وعلماء وفقهاء. وقد عمل الخريجون بالتدريس في المسجد الحرام، يقول عمر عبد الجبار في هذا الشأن:«ولما تخرج الفوج الأول من علماء الصولتية ازدادت حلقات الدروس بالمسجد الحرام، إذ عقد المتخرجون حلقاتهم في كل حصوة ورواق».
ولم يكن طلاب المدرسة من المهاجرين الهنود فحسب، وإنما شملت طلابا من جميع أنحاء العالم الإسلامي.
كان للمدرسة دور كبير في تنشيط الخطاب السياسي في الحجاز، وتقوية الأواصر الثقافية والفكرية بين أطراف الجزيرة العربية وكذلك بين الجزيرة العربية وشبه القارة الهندية. وخرجت طلاب ومعلمين ذوو خبرات عالمية، ممن شاركوا في الحراك الثقافي النشط في الحجاز، فكتب بعض طلابها في صحيفة بريد الحجاز (سميت صوت الحجاز فيما بعد).

## مكتبة المدرسة
للمدرسة مكتبة علمية للقراءة والبحث، بدأت بنواة مكتبة الشيخ رحمة الله (المؤسس) وتضم مجموعة من الكتب القديمة النادرة والمخطوطات، ويرتادها الطلاب في غير أوقات الدرس وتقديم الكتب العلمية للقراءة والاستعارة، ويوجد أيضاً بالقسم الثانوي مكتبة صغيرة بها عدد من الكتب وهي خاصة بالمطالعة لطلاب القسم.

## مبنى المدرسة
إلى جانب المبنى السابق والذي تأسست به توسعت المدرسة وأصبح لها أربع بنايات ومسجد. تم هدم المبنى القديم للمدرسة في يوم الأربعاء 14 جمادى الأولى 1431هـ الموافق 28 أبريل 2010م لإتمام مشروع المنطقة المركزية بمكة المكرمة وتحديداً الساحات الشمالية للحرم، وقد تم نقل المدرسة رسمياً إلى المبنى الجديد في حي الكعكية.

## فروع المدرسة وخريجوها
كان عهد مؤسس المدرسة الشيخ رحمة الله الذي استمر لمدة 16 عاماً شهد إنشاء ثلاثة فروع للمدرسة الصولتية في محلة أجياد والمسفلة والهجلة بمكة المكرمة، فبعد أن تخرج من المدرسة على يد الشيخ علماء كبار قاموا بتأسيس مدارس أهلية بمكة ومنهم الشيخ عبد الحق قاري الذي أسس المدرسة الفخرية، والشيخ عبد الخالق البنغالي الذي أسس المدرسة الإسلامية المعروفة بدار الفائزين، والشيخ حسين خياط الذي أسس المدرسة الخيرية
ومن الصولتية، ولدت فكرة مدارس الفلاح التي تأسست على يد محمد علي رضا زينل في جدة عام 1323 هـ / 1905م، وبعد سبع سنوات افتتحت فرعاً لها في مكة المكرمة عام 1330 هـ، وكان التعليم فيها بدون مقابل بعد أن كان ينفق عليها زينل من حسابه الخاص. وكانت هذه المدارس أول ما أنشئت بمحلة القشاشية بمكة ثم انتقلت إلى محلة الشبيكة سنة 1362 هـ، بعدها انتقلت إلى مبانيها الحالية بساحة إسلام عام 1410 هـ. وشجعت هذه المدارس قيام مجموعة من الطلاب بتأسيس عدد من المدارس في بلدانهم في جنوب شرق آسيا بعد عودتهم إليها، ولا تزال هذه المدارس قائمة إلى الآن وهي بمثابة كليات وجامعات يتخرج منها أبناء المسلمين إضافة إلى زيادة حلقات الدروس بالمسجد الحرام.

## وصلات خارجية
- «المدرسة الصولتية» بمكة أقدم المدارس النظامية في الجزيرة العربية
- أول جامعة أهلية خيرية
- “المدرسة الصولتية“ بعد جيرة للحرم قرنا ونصف.. تنتقل لمقرها الجديد
- مكة تودع أقدم المدارس في المملكة بعد 140 عاما